# Ousmane Sonko
Pour les articles homonymes, voir Sonko.
Pour l’article ayant un titre homophone, voir Ousman Sonko.
Ousmane Sonko, né le 15 juillet 1974 à Thiès, est un homme d'État sénégalais. Il est Premier ministre depuis le 2 avril 2024.
Rejoint en 2014 le parti Patriotes africains du Sénégal pour le travail, l'éthique et la fraternité (PASTEF) dont il devient le président jusqu'à sa dissolution en juillet 2023, il est député à l'Assemblée nationale de 2017 à 2022 et maire de Ziguinchor de 2022 à 2024. Candidat à l'élection présidentielle de 2019 sous la bannière de la coalition « Sonko président », il arrive troisième avec 15,67 % des voix, derrière les candidats Macky Sall (président sortant) et Idrissa Seck.
En février 2021, il est accusé de viols et menaces de mort avec arme à feu par Adji Sarr, une employée d'un salon de massage. Il dénonce cette accusation, la qualifiant de « tentative de liquidation politique » menée par le camp présidentiel. Son arrestation provoque de violents affrontements entre ses soutiens et la police lors d'importantes manifestations en mars 2021.
Le 1er juin 2023, il est acquitté des accusations de viols et de menaces de mort, mais condamné à deux ans de prison ferme pour « corruption de la jeunesse ». Le 4 janvier 2024, la Cour suprême confirme une condamnation à six mois de prison avec sursis qui avait été prononcée en mai 2023 par la cour d'appel pour diffamation du ministre du Tourisme Mame Mbaye Niang. Sa candidature à l'élection présidentielle de 2024 se trouve ainsi compromise par ces multiples condamnations et fait l'objet d'une bataille judiciaire. Le 20 janvier 2024, le Conseil constitutionnel sénégalais entérine, en publiant la liste définitive des candidats, la non-participation d'Ousmane Sonko à l'élection présidentielle de 2024. Sonko appelle, depuis sa cellule de prison, à travers des vidéos préenregistrées et publiées par sa cellule de communication, à soutenir la candidature de son collègue de travail et ami Bassirou Diomaye Faye. Il est toutefois libéré en mars 2024, en pleine campagne électorale, en même temps que son bras droit Bassirou Diomaye Faye pour qui il va faire campagne à l'intérieur du Sénégal et qui est élu président de la République avec 54 % des voix au premier tour.

## Situation personnelle

### Formation
Ousmane Sonko naît le 15 juillet 1974 à Thiès, de parents fonctionnaires. Il grandit principalement en Casamance puis effectue ses études supérieures à l'université Gaston-Berger de Saint-Louis où il obtient une maîtrise en droit public en 1999. Il entre ensuite comme major à l'École nationale d'administration (ENA) du Sénégal. En 2001, il en sort diplômé, section « Impôts et Domaines » et intègre l'administration avec un premier poste qui le conduit au Centre des services fiscaux de Pikine. En 2003, il obtient un diplôme d'études approfondies (DEA) en finances publiques et fiscalité à l'université Cheikh-Anta-Diop de Dakar (UCAD). Il est aussi titulaire d’un master 2 en gestion et finances publiques à l'Institut supérieur des finances (ISF).

### Vie privée
Polygame, il est marié à deux  femmes,.

## Carrière professionnelle
Ousmane Sonko a commencé sa carrière comme inspecteur principal des impôts et des domaines. Il a été vérificateur fiscal et chef de Brigade de vérification fiscale, chargé du secteur immobilier. Il a également été auditeur interne à la Direction du contrôle interne (DCI) de la Direction générale des impôts et domaines (DGID), chargé de la rédaction de la charte de déontologie de la DGID.
Trois ans après son entrée dans l'administration, il crée le Syndicat autonome des agents des impôts et domaines (SAID), dont il est le premier secrétaire général d'avril 2005 à juin 2012, avant de devenir secrétaire général honoraire de juin 2012 à août 2016. À cette période, il commence à critiquer le gouvernement et accuse l'État d'anomalies fiscales et budgétaires en mettant en cause le président Macky Sall. À la suite de cela, il est radié, en août 2016 (décret n°2016-1239), de l'Inspection générale des impôts et domaines, pour manquement au devoir de réserve. Cet épisode, largement relayé par la presse sénégalaise, permet de révéler Ousmane Sonko au grand public. Quelques détracteurs lui reprochent de ne pas avoir agi dans l'ombre, et d'avoir dénoncé ces anomalies pour servir sa carrière politique. En novembre 2017, il crée son cabinet Atlas.

## Parcours politique
Président du parti politique Pastef (créé en 2014), Ousmane Sonko est élu député à l’Assemblée nationale du Sénégal aux élections législatives de 2017.
En janvier 2018, il sort un livre (Pétrole et gaz au Sénégal : Chronique d'une spoliation) dans lequel il accuse le président Macky Sall (et son entourage) de malversations dans la gestion des ressources naturelles du pays.
Ces accusations sont reprises dans un documentaire de la BBC. Parmi les personnes et entités visées, Aliou Sall, frère du président, est accusé d'avoir reçu 245 000 dollars de pots de vin, ce qui a été démenti par le président Macky Sall.

### Candidature à l'élection présidentielle de 2019
Le 16 septembre 2018, il publie un livre programmatique, Solutions, dans lequel il livre un diagnostic des problèmes sociaux et économiques du Sénégal, déclinant ses propositions. Si l'ouvrage suscite un important intérêt à sa sortie, la directrice du Commerce extérieur critique les solutions proposées comme anachroniques et inexactes, indiquant qu'« avec l'union douanière, l'OMC, le Sénégal n'est plus maître de son commerce extérieur » et que les données utilisées pour appuyer son propos sont erronées. Sa candidature à l'élection présidentielle est validée en janvier 2019.
Il termine à la troisième place de l'élection présidentielle du 24 février 2019 avec plus de 687 000 voix, soit 15,67 %, derrière le président sortant Macky Sall et l'ancien Premier ministre Idrissa Seck.

### Maire de Ziguinchor
Dans la perspective des élections locales du 23 janvier 2022, Ousmane Sonko s'allie avec plusieurs membres de l'opposition, dont l'ancien maire de Dakar Khalifa Sall, pour constituer la coalition Yewwi Askan Wi (YAW). Ousmane Sonko est investi par la coalition comme candidat à la mairie de Ziguinchor. Il y affronte le maire sortant Abdoulaye Baldé ainsi que le candidat du pouvoir Benoît Sambou. À l'issue du scrutin, Ousmane Sonko l'emporte avec 56,31 % des voix. Il est officiellement installé dans ses nouvelles fonctions le 10 février 2022.
Pendant la campagne pour les élections locales, Sonko se déplace dans tout le pays pour soutenir les candidats de la coalition YAW, laquelle remporte ainsi de nombreuses villes dans le pays, dont la capitale Dakar, et bat la coalition présidentielle Unis par l'espoir.
Après sa nomination comme Premier ministre en avril 2024, Sonko démissionne de son mandat de maire car le président Bassirou Diomaye Faye demande que tous les ministres quittent leurs mandats électifs. La première adjointe Aïda Bodian est nommée maire à titre intérimaire à partir du 6 mai,.

### Élections législatives de 2022
En vue des élections législatives de 2022, Ousmane Sonko fait de la lutte contre l'homosexualité un argument de campagne. En mars 2023, il déclarait encore qu'une loi durcissant la répression de l'homosexualité serait une des premières qu'il ferait voter s'il était élu président.
Il invoquait la religion, mais aussi « un souci de préservation de notre humanité ».

### Élection présidentielle de 2024 et libération
Après les élections législatives de 2022, où sa coalition fait perdre la majorité absolue au camp présidentiel, Ousmane Sonko annonce son intention de présenter sa candidature à l’élection présidentielle de 2024.
Dans le cadre de sa campagne, Sonko critique la relation actuelle entre le Sénégal et la France et souhaite une relation dans laquelle le Sénégal aurait son indépendance économique. Sonko exprime aussi son panafricanisme,.
Outre l'affaire relative au viol présumé contre Adji Sarr, la campagne présidentielle est aussi rythmée par une autre affaire judiciaire qui concerne l'accusation portée par Ousmane Sonko à l'encontre de Mame Mbaye Niang, ministre du Tourisme : en novembre 2022, Sonko l'accuse d'être nommé dans un rapport de l'Inspection générale d'État pour des malversations dans le Prodac (Programme des domaines agricoles communautaires). Le ministre dépose une plainte pour diffamation, injure publique, faux et usage de faux,. La première audience du procès se tient le 16 février 2023 mais est rapidement renvoyée, à la demande des avocats de Sonko, au 16 mars. La police lance des grenades lacrymogènes pour repousser les sympathisants de Sonko présents devant le palais de justice. Alors que Sonko se rend à son domicile après le report du procès, la police décide de choisir l'itinéraire que doit prendre Sonko et en particulier de le faire passer dans un tunnel. Sonko refuse et la police casse la vitre de sa voiture pour l'en extraire et le ramener à son domicile. Selon le camp Sonko, il est aussi interdit de sortir de chez lui pour parler à la presse. Le 16 mars, le procès est de nouveau renvoyé au 30 mars. Le procès se tient le 30 mars sans Juan Branco, avocat de Sonko, refoulé la veille par les autorités sénégalaises. Pour empêcher toute manifestation, Dakar est soumise à un important dispositif de sécurité le jour du procès. Ousmane Sonko est condamné pour diffamation à deux mois de prison avec sursis et 200 millions de FCFA de dommages-intérêts. Les avocats de Sonko et de Mbaye Niang considèrent que Sonko n'est pas privé de ses droits civiques et peut se présenter à l'élection présidentielle,,. Le procès en appel doit se dérouler le 17 avril, avant même l'expiration du délai pour déposer un appel. Cette hâte est critiquée par Bassirou Diomaye Faye, secrétaire général du Pastef. Ce dernier est par la suite arrêté et placé en garde à vue pour ses propos, pour « diffusion de fausses nouvelles , outrage à magistrat et diffamation envers un corps constitué ». Le procès, renvoyé au 8 mai 2023, se déroule sans Sonko, et confirme la condamnation en première instance mais la peine est augmentée à 6 mois de prison avec sursis, ce qui rendrait Sonko inéligible pour l'élection présidentielle,. Sonko se pourvoit ensuite en cassation devant la Cour suprême.
Le 10 mai 2023, Ousmane Sonko réitère sa volonté d'être candidat à l'élection présidentielle de 2024.
Le 26 mai 2023, peu après la réquisition de dix ans de prison contre lui dans le procès intenté par Adji Sarr, Sonko lance une « caravane de la liberté ». La caravane part de Ziguinchor, ville dont Sonko est maire, et prévoit de se rendre à Dakar. L'objectif annoncé de cette caravane est de dénoncer l'instrumentalisation de la justice par le régime de Macky Sall. Sonko est arrêté à Velingara le 28 mai et amené à Dakar. Selon le ministre de l'Intérieur, il ne s'agit pas d'une arrestation mais d'un « encadrement jusqu'à son domicile ». Le gouvernement invoque le manque d'autorisations et le risque de troubles à l'ordre public pour disperser le convoi. La caravane obtient un large soutien populaire sur son parcours mais plusieurs heurts opposent les sympathisants de Sonko aux forces gouvernementales. Une personne est tuée par balle,,.
Le 28 juillet 2023, Sonko est arrêté. Les raisons de cette arrestation sont peu claires. Le procureur la justifie en invoquant différents délits et crimes commis par Sonko comme le vol du téléphone portable d'une gendarme qui le filmait ou des propos « subversifs »,. Le 31 juillet, Sonko est poursuivi pour des appels à l'insurrection et complot contre l'État puis placé en détention.
Le même jour, le gouvernement décide de dissoudre le Pastef pour le motif d'appels à des « mouvements insurrectionnels ». Cette décision est contestée par l'opposition,.
Toujours le même jour, Ousmane Sonko entame une grève de la faim. Il proteste contre les accusations qui sont portées contre lui par la justice ainsi que le « régime dictatorial » du président Sall. Le 6 août, il est hospitalisé à Dakar. Le 17 août 2023, il tombe dans le coma et est admis en réanimation. Il reprend conscience le même jour. Le 2 septembre, le Pastef annonce la suspension de la grève de la faim de Sonko, ceci à la demande du khalife général des Mourides, Serigne Mountakha Mbacké,.
En octobre 2023, la Cour suprême du Sénégal valide le refus fait à Sonko (par la direction générale des élections) de retirer des formulaires destinés à récolter les parrainages nécessaires à un dossier de candidature à l'élection présidentielle. Ce refus est motivé par le fait que Sonko est radié des listes électorales. Toutefois, le même mois, le tribunal administratif de Ziguinchor, ville où réside et vote Sonko, annule la radiation de Sonko de la liste électorale. Au cours de cette audience, le gouvernement tente de récuser le juge Sabassy Faye qui préside le procès. Sonko doit donc pouvoir obtenir les fiches servant à récolter les parrainages. La Commission électorale nationale autonome (CENA) demande alors à la direction générale des élections (DGE), dépendant du ministère de l'Intérieur, de réintégrer Sonko sur la liste électorale et de lui fournir les documents pour candidater à l'élection mais celle-ci refuse. Les avocats d'Ousmane Sonko saisissent la cour de justice de la Communauté économique des États de l'Afrique de l'Ouest (Cédéao) afin de réintégrer ce dernier sur les listes électorales.
Le 18 octobre 2023 Ousmane Sonko annonce reprendre sa grève de la faim, arrêtée fin septembre, afin de « protester contre [sa] détention arbitraire et électoraliste et celle de centaines de patriotes »,. Sa santé se dégrade à la fin du mois et il est placé en soins intensifs. En novembre, l'administration pénitentiaire considère que Sonko a arrêté sa grève de la faim et le renvoie en prison, au cap Manuel, à Dakar.
Le 17 novembre 2023, la Cour de justice de la Cédéao considère que l'État sénégalais n'a pas violé les droits d'Ousmane Sonko. La Cour refuse de se prononcer sur la radiation de Sonko des listes électorales. Le même jour, la Cour suprême du Sénégal annule la décision du tribunal de Ziguinchor du 12 octobre 2023 et renvoie l'affaire au tribunal hors classe de Dakar, pour qu’elle soit rejugée. Sa radiation des listes électorales est donc toujours effective et il ne peut participer à l'élection présidentielle de 2024. Le 23 novembre 2023, des proches confirment qu'il a arrêté sa grève de la faim.
Le 30 novembre 2023, Ousmane Sonko veut déposer la caution en vue de concourir à l'élection présidentielle de 2024 mais celle-ci est rejetée car Sonko n'est, en l'état, pas éligible à cette formalité exigée pour être candidat, car il a été radié des listes électorales.
Le verdict dans le nouveau procès sur l'éligibilité de Sonko est rendu le 14 décembre et Sonko est déclaré éligible et réintégré sur les listes électorales.
Le 25 décembre 2023, Ousmane Sonko dépose son dossier de candidature pour l'élection présidentielle devant le Conseil constitutionnel.
Le 31 décembre 2023, Ousmane Sonko est investi candidat par son parti politique.
Le 4 janvier 2024, après douze heures de débats, la Cour suprême confirme, et au détriment de Sonko, la condamnation de six mois de prison avec sursis pour diffamation, remettant ainsi en cause sa participation aux élections présidentielles,,.
Le 5 janvier 2024, Le Conseil constitutionnel du Sénégal rejette la candidature de Ousmane Sonko à la présidentielle, au motif que son dossier de candidature est incomplet. Les avocats d’Ousmane Sonko annoncent lancer une réclamation à la suite du refus du Conseil constitutionnel d’examiner son dossier de candidature.
Le 20 janvier 2024, le Conseil constitutionnel sénégalais publie la liste définitive des candidats à l'élection présidentielle de 2024, liste sur laquelle le nom de Ousmane Sonko ne figure pas, confirmant ainsi l'invalidation de sa candidature et, ipso facto, sa non-participation,. Sonko annonce alors son soutien à Bassirou Diomaye Faye. En arrière plan, la présidence sénégalaise a entamé le dialogue avec Ousmane Sonko pour tenter d’apaiser les tensions politiques.
Début mars 2024, un projet de loi d'aministie (initié par le gouvernement pour apaiser un climat social et politique très tendu) va profiter à Ousmane Sonko et à Bassirou Diomaye Faye. Le projet (contesté par une partie de l'opposition car amnistiant aussi les auteurs de la répression des manifestations entre 2021 et 2024) est adopté,.
Le 8 mars 2024, Ousmane Sonko bénéficie d'une réhabilitation et réintégration sur les listes électorales. Parallèlement, sa condamnation par contumace est annulée. Le 14 mars 2024, il est libéré de prison. Sonko promet de faire du durcissement de la criminalisation de l'homosexualité — déjà passible au Sénégal de un à cinq ans de prison — l'une des premières loi du prochain quinquennat, par conviction religieuse mais « surtout » dans un « souci de préservation de notre humanité ».
Le 24 mars suivant, Bassirou Diomaye Faye remporte l'élection présidentielle dès le premier tour.

### Premier ministre
Le 2 avril 2024, Ousmane Sonko est nommé Premier ministre par le nouveau président Bassirou Diomaye Faye, et succède à Sidiki Kaba,. Il forme son premier gouvernement le 5 avril suivant.
Le 12 septembre 2024, dans un contexte de conflit avec l'opposition et de blocage législatif, le président Diomaye Faye dissout l'Assemblée nationale et annonce des élections législatives anticipées pour le 17 novembre prochain, avec Sonko comme tête de liste du PASTEF. Son parti remporte une nette victoire ainsi qu'une large majorité parlementaire.
Après plusieurs reports, Sonko effectue sa déclaration de politique générale devant l'Assemblée le 27 décembre 2024.
En octobre 2024, le gouvernement dénonce les malversations comptables du gouvernement précédent sous le président Macky Sall et l'endettement massif du pays. Les notes financières du Sénégal sont dégradées et le FMI suspend son prêt,,. La dette publique du Sénégal est réévaluée de 65 % à 111 % du PIB. Ce chiffre fait du Sénégal le pays le plus endetté d'Afrique et le pays doit emprunter à des taux plus élevés,,,. En conséquence, le président et son Premier ministre annoncent, début août, un « plan de redressement économique et social ». Conscients que le Sénégal va peiner à emprunter sur les marchés financiers et auprès du FMI, le plan vise à obtenir 6 000 milliards de francs CFA en trois ans, principalement par l'augmentation de certaines taxes et la diminution des dépenses de l'État. L'objectif est une baisse du déficit à 3 % et une stabilisation de la dette.

## Affaires judiciaire

### Dépôt de plainte
Dans la nuit du 2 au 3 février 2021, Adji Sarr, une jeune employée d'un salon de massage, dépose plainte contre Ousmane Sonko pour « viols répétitifs et menaces de mort » devant le commandant de brigade de la Section de recherches de la Gendarmerie de Colobane, à Dakar,. Elle l'accuse notamment de l'avoir violée à quatre reprises,.
Si Ousmane Sonko avoue être un habitué des lieux depuis plusieurs mois, il nie farouchement les accusations de viols portées contre sa personne et dénonce un « complot » et une « tentative de liquidation politique » de la part du président Macky Sall, destinés, selon lui, à porter atteinte à son éventuelle candidature à l'élection présidentielle de 2024.
Ousmane Sonko est convoqué le 8 février 2021 pour viol avec usage d'arme à feu, mais refuse de se rendre à cette convocation en invoquant son immunité parlementaire. Des dizaines de sympathisants manifestent leur soutien devant son domicile. Des heurts éclatent alors que les forces de l'ordre tentent de disperser le rassemblement.

### Levée de l’immunité parlementaire
Une commission ad hoc chargée de statuer sur une levée de l’immunité parlementaire d'Ousmane Sonko est créée le 15 février 2021, afin qu’il redevienne justiciable pour répondre des accusations à son encontre.
Le 26 février 2021, les députés votent à une large majorité — 98 pour, 1 contre et 2 abstentions — la levée de l’immunité parlementaire d'Ousmane Sonko, après des échanges tendus entre la majorité et l'opposition. Les députés de l'opposition quittent la salle avant le vote. L'intéressé dénonce une procédure jugée « viciée et illégale » et annonce qu'il ne répondra à aucune convocation de la justice,,.

### Arrestation et procédure judiciaire
Ousmane Sonko est convoqué par un juge d'instruction le 3 mars 2021. Après avoir initialement annoncé qu'il ne se rendrait pas à cette convocation, il s'y résout finalement tout en affirmant ne « pas faire confiance à la justice » et en appelant ses soutiens à rester mobilisés.
La veille de sa convocation, Ousmane Sonko organise un point de presse pour donner sa version des faits. Il avoue s'être rendu à plusieurs reprises dans ce salon de massage mais uniquement pour des « raisons thérapeutiques » afin de soigner des maux de dos récurrents et affirme n’être jamais resté seul avec la plaignante. Il accuse le président Macky Sall d'être l'instigateur d'un complot le visant et appelle la jeunesse à se soulever pour le bien de la démocratie.
Il est arrêté le 3 mars 2021 alors qu'il se rendait à la convocation et est placé en garde à vue dans l’après-midi pour « troubles à l’ordre public » et « participation à une manifestation non autorisée ». Ses partisans jugent cette arrestation arbitraire et des manifestations éclatent un peu partout à Dakar, demandant la libération d'Ousmane Sonko et dénonçant le coût élevé de la vie et la corruption du régime de Macky Sall. Les manifestations durent plusieurs jours et prennent fin notamment grâce à l'intervention de chefs religieux. Le bilan établi par les autorités fait état de 14 morts du côté des manifestants.
Il doit être convoqué à nouveau devant la justice le 5 mars. Sa garde à vue est levée dans la nuit du 7 au 8 mars, mais il n'est cependant pas remis en liberté car il doit comparaître devant le doyen des juges d’instruction le lendemain. Il est officiellement inculpé par la justice le 8 mars et relâché sous contrôle judiciaire,.
En mai 2021, le juge Abdoulaye Assane Thioune refuse à Ousmane Sonko l'autorisation de quitter le territoire pour se rendre à l'étranger, alors qu'il est sous contrôle judiciaire depuis son inculpation pour viols en mars 2021.
Sonko est auditionné par la justice en novembre 2022. Il refuse de donner son autorisation pour un prélèvement d'ADN et refuse également de répondre à une question sur d'éventuelles relations sexuelles avec la plaignante. Il dénonce de nouveau un complot à son encontre,.
En janvier 2023, la justice sénégalaise ordonne le renvoi de Ousmane Sonko devant un tribunal criminel. Cette comparution à venir est maintenue le 21 février 2023 malgré une tentative de la défense de casser cette décision.
Le procès se déroule le 23 mai 2023, sans Sonko, et le procureur requiert 10 ans de prison pour viol ainsi que son inéligibilité,.
Le 1er juin, Ousmane Sonko est condamné à 2 ans de prison ferme pour « corruption de la jeunesse ». Il est acquitté des accusations de viol et de menaces de mort. Dans le code pénal sénégalais, l'infraction de « corruption de la jeunesse » est un délit et non un crime, ce qui pourrait permettre à Ousmane Sonko d'être éligible pour l'élection présidentielle,,. La condamnation d'Ousmane Sonko est dénoncée par de nombreuses personnalités politiques sénégalaises (Khalifa Sall, Barthélémy Dias, Déthié Fall, Aminata Touré…) comme une « parodie de justice »,.
Il entame une grève de la faim le 30 juillet 2023 pour protester contre cette sanction. Son parti, le Pastef, est dissout le lendemain, 31 juillet 2023 et Sonko est hospitalisé à partir du 6 août 2023 à la suite de sa grève de la faim.
Le 30 août 2023, le ministre sénégalais de la Justice indique que la condamnation d'Ousmane Sonko est « définitive », le rendant inéligible pour l'élection présidentielle de 2024.
Le 4 janvier 2024, La Cour suprême examine le pourvoi en cassation introduit par ses avocats après sa condamnation en appel à six mois de prison avec sursis pour diffamation à l'encontre du ministre du Tourisme de l'époque, Mame Mbaye Niang. En cas de condamnation, Ousmane Sonko serait alors définitivement privé de ses droits civiques. Le lendemain la condamnation est confirmée par la Cour suprême. Cependant les avocats de Ousmane Sonko ont prévu de déposer (auprès de la cour) un rabat d’arrêt, c’est-à-dire une demande d’annulation de la décision pour des vices de forme.
Le 1er juillet 2025, la Cour suprême rejette la requête des avocats d'Ousmane Sonko, qui demandaient le renvoi du dossier pour diffamation devant le Conseil constitutionnel. Sonko est donc définitivement condamné dans cette affaire.

### Manifestations de 2021
Son arrestation le 3 mars provoque des heurts dans la capitale Dakar et au sud du pays, en Casamance d’où il est originaire, avec notamment des échanges de jets de pierres et des tirs à gaz lacrymogènes, entre des groupes de manifestants et la police, puis des pillages, saccages et scènes de guérilla urbaine les jours qui suivent, ce qui est qualifié d'« actes de nature terroriste » par le ministère de l'Intérieur. Au 12 mars, ces manifestations font au moins dix morts chez les manifestants.
Après sa libération (et après le deuil national décrété le 12 mars par le président de la République), Ousmane Sonko appelle à poursuivre la manifestation de manière pacifique sur tout le territoire sénégalais.
Le 17 mars, Adji Sarr, la victime présumée, s’exprime pour la première fois dans les médias locaux et étrangers (Le Monde) et revient sur les faits présumés. Elle fait part des violences commises : étranglement et mise à terre forcée. Adji Sarr affirme par ailleurs être victime de menaces et devoir vivre cachée. Son employeur lui aurait recommandé d'avorter, fait que cette dernière aurait démenti en plus d'affirmer avoir été l'objet de tentative de corruption pour confirmer les accusations contre Ousmane Sonko de la part de responsables du régime au pouvoir.

### Manifestations de 2023
Durant les différentes étapes judiciaires du procès entre Adji Sarr et Ousmane Sonko, Dakar est quadrillée par l'armée pour empêcher toute manifestation. Après la condamnation en première instance de Sonko à deux ans de prison, de nombreuses manifestations se déroulent malgré la présence de l'armée. Des affrontements entre les manifestants pro-Sonko et l'armée font au moins 15 morts selon le ministre de l'Intérieur. L'université Cheikh-Anta-Diop de Dakar (UCAD) est le lieu de forts combats entre les étudiants et l'armée, tout comme Dalifort et Grand Yoff (dans l'agglomération de la capitale) ainsi qu'en Casamance, la base politique de Sonko. L'UCAD est ensuite fermée et son campus évacué. L'accès aux applications de communication comme Facebook, WhatsApp ou Twitter est restreint,,,.
En juin 2023, une plainte pour « crimes contre l'humanité » est déposée en France par Juan Branco, un des avocats d'Ousmane Sonko, contre le président Macky Sall, le ministre de l'Intérieur Antoine Diome, le commandant de la gendarmerie Moussa Fall et 112 autres personnes. La plainte parle du « meurtre » de 50 personnes entre mars 2021 et juin 2023. Une demande d'enquête est aussi soumise à la Cour pénale internationale (CPI) à La Haye contre Macky Sall,.

## Polémiques et critiques
Selon le journal français La Croix, les détracteurs d'Ousmane Sonko lui reprochent d'une part son militantisme de jeunesse dans l'Association des élèves et étudiants musulmans du Sénégal (AEEMS), d'autre part sa promesse de durcir la loi pénalisant l'homosexualité,.

## Distinctions
Le Prix Miriam Makeba lui est attribué en 2024.